# Rock or Bust (singolo)
Rock or Bust è un singolo del gruppo musicale australiano AC/DC, il secondo estratto dall'album omonimo e pubblicato il 21 novembre 2014.

## Video musicale
Il videoclip del brano, pubblicato sul canale YouTube ufficiale del gruppo il 23 novembre 2014, mostra la band che suona la canzone, fu filmato a Londra il 4 ottobre dello stesso anno davanti a 500 fan del gruppo. Anche in questo video, come nel precedente, alla batteria non appare Phil Rudd ma Bob Richards.

## Tracce
Download digitale, CD promozionale (Regno Unito)
1. Rock or Bust – 3:04

7" (Europa, Stati Uniti)
- Lato A

1. Rock or Bust – 3:04

- Lato B

1. Play Ball – 2:47

## Formazione
- Brian Johnson – voce
- Angus Young – chitarra solista
- Stevie Young – chitarra ritmica
- Cliff Williams – basso
- Phil Rudd – batteria

## Classifiche
| Classifica (2014/15)          | Posizione massima |
| ----------------------------- | ----------------- |
| Austria                       | 52                |
| Belgio (Fiandre)              | 68                |
| Belgio (Vallonia)             | 69                |
| Canada (digital)              | 45                |
| Francia                       | 42                |
| Germania                      | 47                |
| Regno Unito (rock & metal)    | 11                |
| Stati Uniti (mainstream rock) | 8                 |
| Stati Uniti (rock)            | 29                |
| Stati Uniti (rock airplay)    | 28                |
| Svizzera                      | 55                |